# کویتنا (ناحیه سویتاوی)
کویتنا (به چکی: Květná) یک منطقهٔ مسکونی در جمهوری چک است که در ناحیه سویتاوی واقع شده‌است. کویتنا ۹٫۰۱ کیلومتر مربع مساحت و ۳۱۵ نفر جمعیت دارد و ۵۷۵ متر بالاتر از سطح دریا واقع شده‌است.